# فنادق ميلينيوم وكوبثورن
فنادق ميلينيوم وكوبثورن هي مجموعة عالمية لإدارة الفنادق والعقارات، تضم 125 فندقًا في 22 دولة في آسيا وأستراليا وأوروبا والشرق الأوسط وأمريكا الشمالية. يقع المقر الرئيسي للشركة في سنغافورة ولندن. تم إدراجه في بورصة لندن وكان أحد مكونات مؤشر إف تي إس أي 250 حتى تم الأستحواذ عليها من قبل City Developments Limited )، (وهي إحدى [[الشركات المتعددة الجنسيات في سنغافورة]])، في سبتمبر 2019. فنادق ومنتجعات ميلينيوم تدير مجموعات فنادق لينجز وإم وميلينيوم وكوبثورن.

## التأريخ
تعود أصول المجموعة إلى أوائل السبعينيات، عندما افتتح الملياردير السنغافوري كويك لينج بينج فندق كينج (بالانجليزية:King's Hotel) من خلال مجموعة Hong Leong Group ، الشركة الأم لشركة تطوير المدينة المحدودة City Developments Limited (CDL).
في عام 1989 ، تم إدراج CDL الفنادق العالمية، التي تمتلك الآن ستة فنادق في آسيا، في بورصة هونغ كونغ. في عام 1993، قامت CDL بأول تحرك لها خارج آسيا، حيث اشترت فندق جلوسيستر (بالإنجليزية: Gloucester Hotel) المكون من 548 غرفة وفندق البيليز، وكلاهما في لندن. في نفس العام سيطر CDL على 13 سلسلة فنادق في نيوزيلندا.
في عام 1994، دخلت CDL سوق الولايات المتحدة، حيث اشترت فندق ميلينيوم هيلتون وفندق ماكلو، وكلاهما في نيويورك.
في عام 1995، إستحوذت فنادق CDL على فنادق كوبثورن مقابل 219 مليون جنيه إسترليني. إستحوذت شركة الخطوط الجوية البريطانية كاليدونيان على فندق كوبثورن في كوبثورن، غرب ساسكس، بالقرب من جاتويك في عام 1972 وأطلقت لاحقًا علامة فنادق كوبثورن التجارية في عام 1985.
قامت CDL بدمج السلسلتين في فنادق ميلينيوم وكوبثورن. وفي عام 1996، تم إدراج السلسلة في بورصة لندن .
في عام 1999، إستحوذت الشركة على سلسلة فنادق ريجال (بالانجليزية:Regal) البالغ عددها 17 فندق في الولايات المتحدة. وفي عام 2001 توسعت في الشرق الأوسط مع العديد من عقود الإدارة المضمونة في الإمارات العربية المتحدة. في عام 2006، توسعت السلسلة إلى الصين، وافتتحت أول ستة فنادق أخرى في الصين في عام 2008.
في عام 2015، أعلنت المجموعة عن افتتاح أربعة فنادق جديدة في دبي. وفي نفس العام، تراجعت النتائج المالية للمجموعة بشكل طفيف بسبب الأحداث المضطربة التي تؤثر على السياحة في جميع أنحاء العالم  مما أدى إلى استقالة رئيسها التنفيذي Aloysius Lee. بدأ تان كيان سينغ العمل كرئيس تنفيذي مؤقت بعد تنحي جينيفر فوكس من منصبها كرئيسة تنفيذية للمجموعة في سبتمبر 2018، بعد ثلاثة أشهر فقط من تعيينها.
في عام 2019، قامت CDL، التي تمتلك الحصة المسيطرة بنسبة 62.5٪ في فنادق ميلينيوم وكوبثورن، بإعادة شراء الأسهم المتبقية مقابل 776.29 مليون جنيه إسترليني وإلغاء إدراج الشركة في بورصة لندن.
تم تعيين كلارنس تان الرئيس التنفيذي لفنادق ميلينيوم وكوبثورن في مارس 2020،  وعد أربعة أشهر من تعيينه، ترك المنصب في يوليو 2020.
في مايو 2020، أعلنت ميلينيوم وكوبثورن عن فقدان 910 وظيفة من فنادقها العشرين في نيوزيلندا نتيجة لوباء COVID-19. استجابةً لوباء كوفيد -19، أنشأت فنادق ميلينيوم وكوبثورن نحن ننظف، نحن نهتم، نحن نرحب بالإتزام العالمي للسلامة.

## ملكية
في يونيو 2019، وافق مجلس إدارة الشركة على التوصية بعرض الاستحواذ، وتقييم الأعمال بمبلغ 2.23 مليار جنيه إسترليني، من City Developments Limited للأسهم التي لا تمتلكها بالفعل. أصبحت الصفقة غير مشروطة في سبتمبر 2019.

## صالة العرض

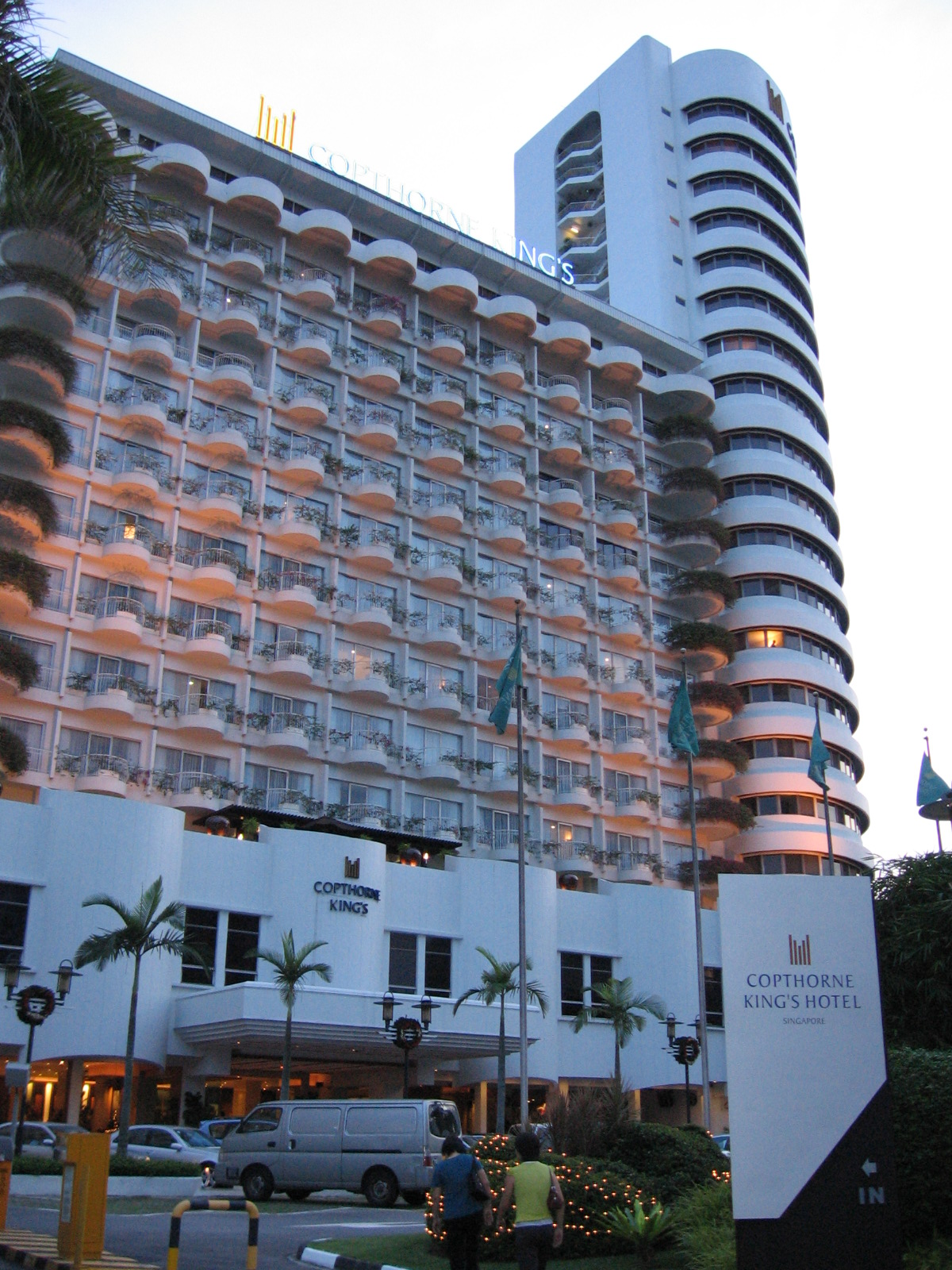
فندق كوبثورن كينجز, سنغافورة
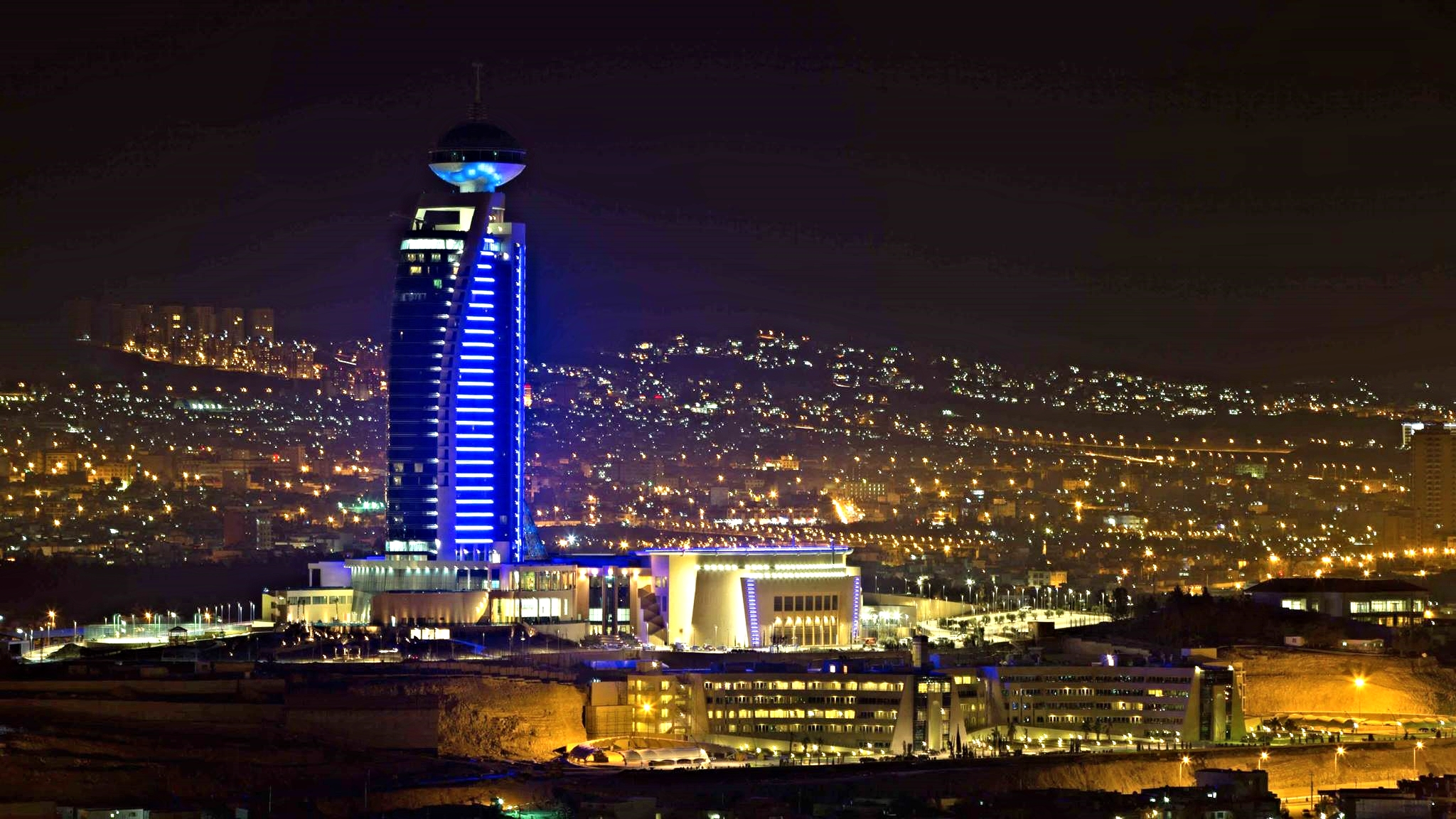
فندق كراند ميلينيوم السليمانية، العراق
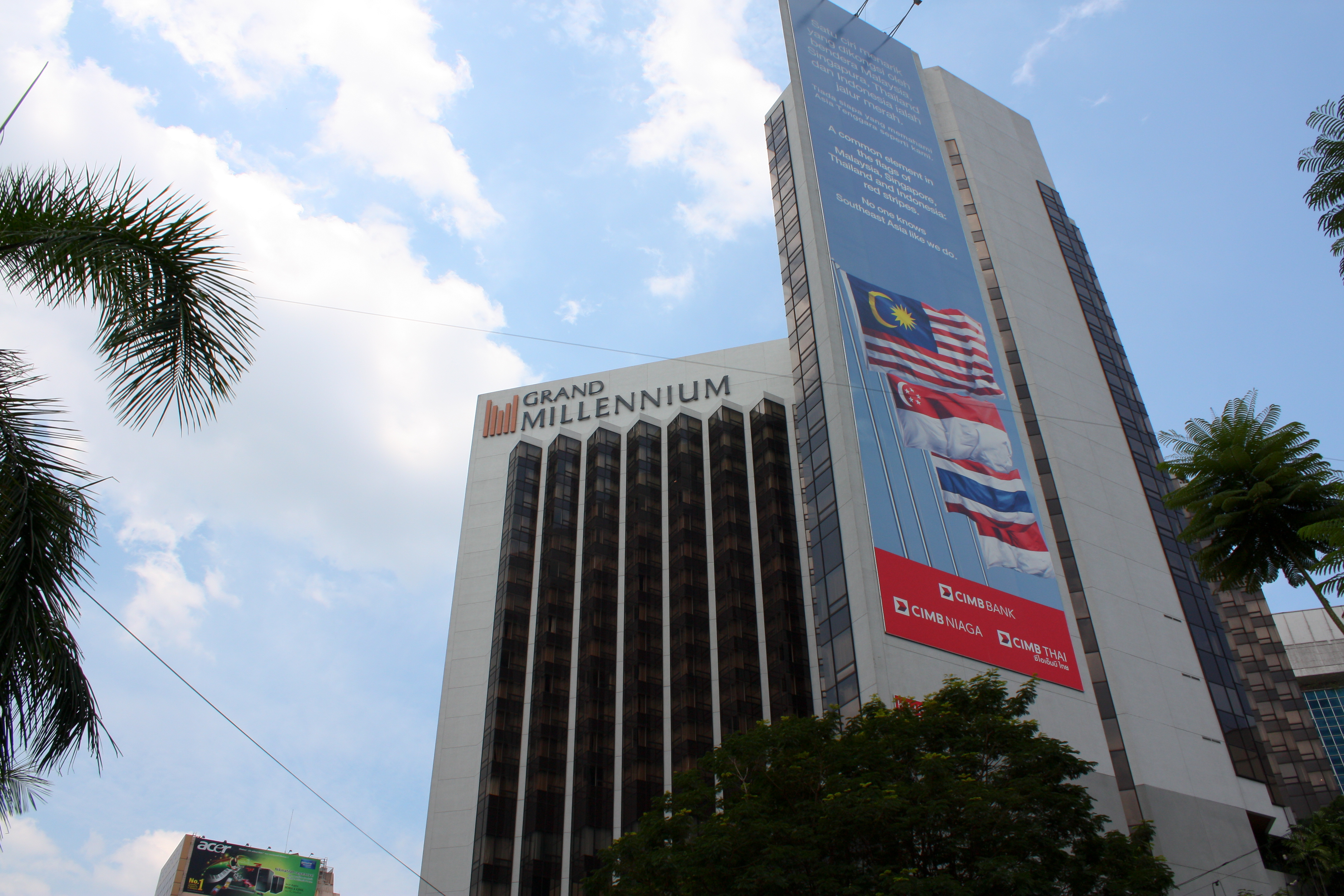
فندق كراند ميلينيوم كوالالامبور, ماليزيا
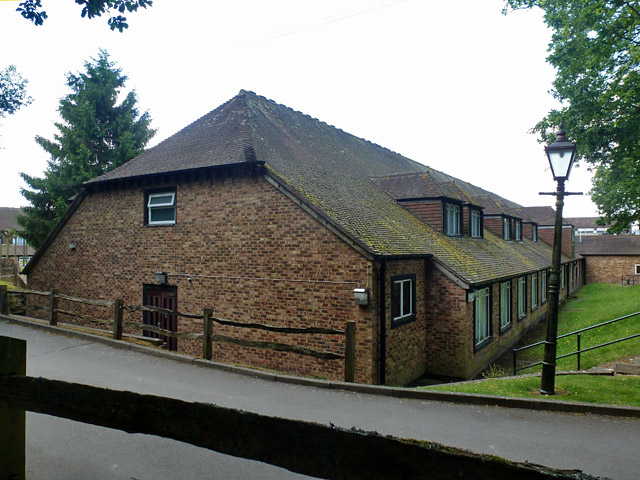
فندق كوبثورن لندن جاتويك, سوسيكس, انجلترا
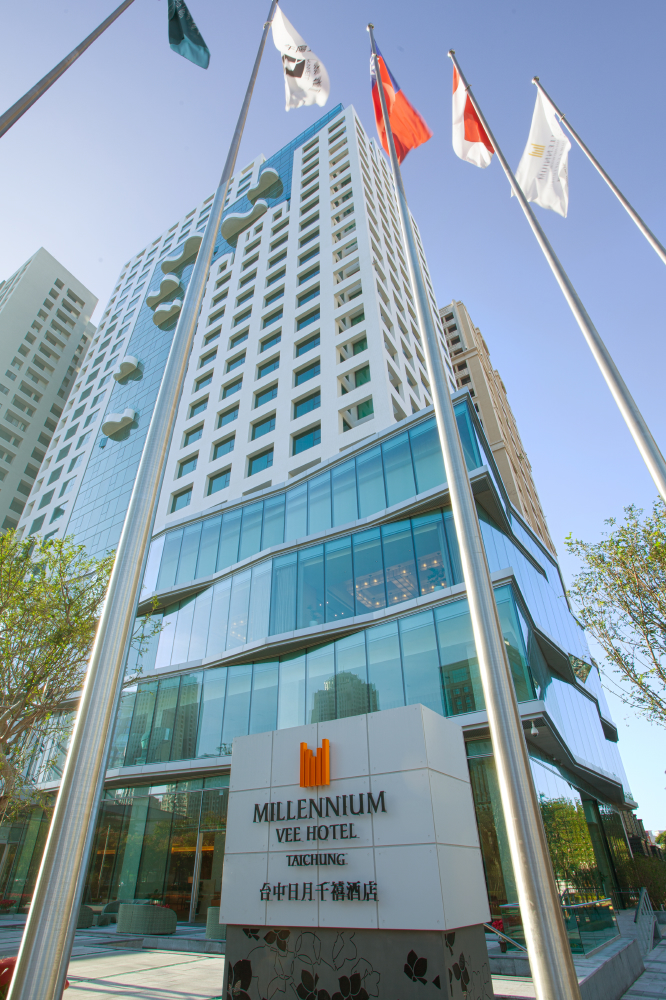
فندق ميلينيوم تايتشونغ, تايوان
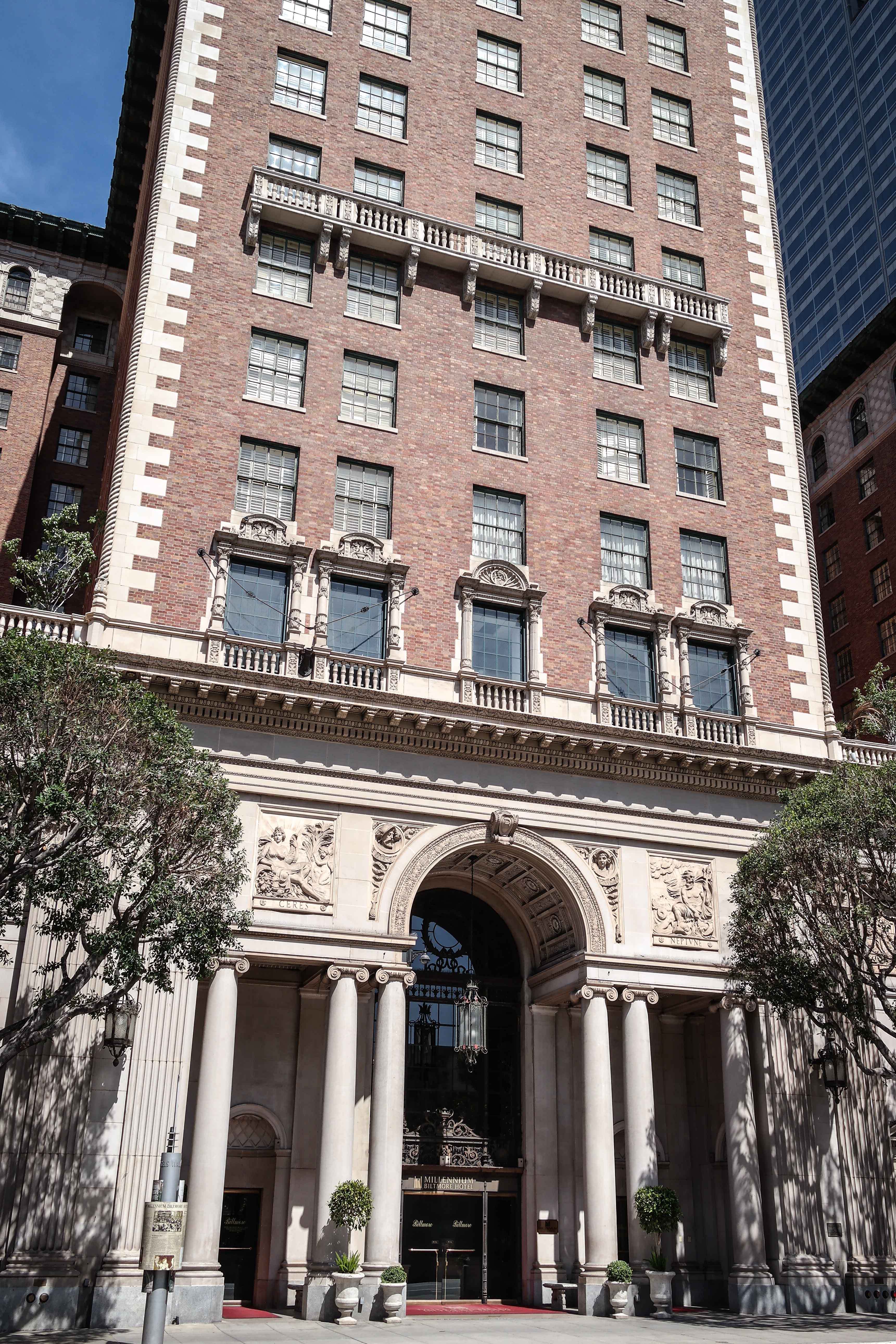
فندق ميلينيوم بيلتمور, لوس انجيليس, كاليفورنيا
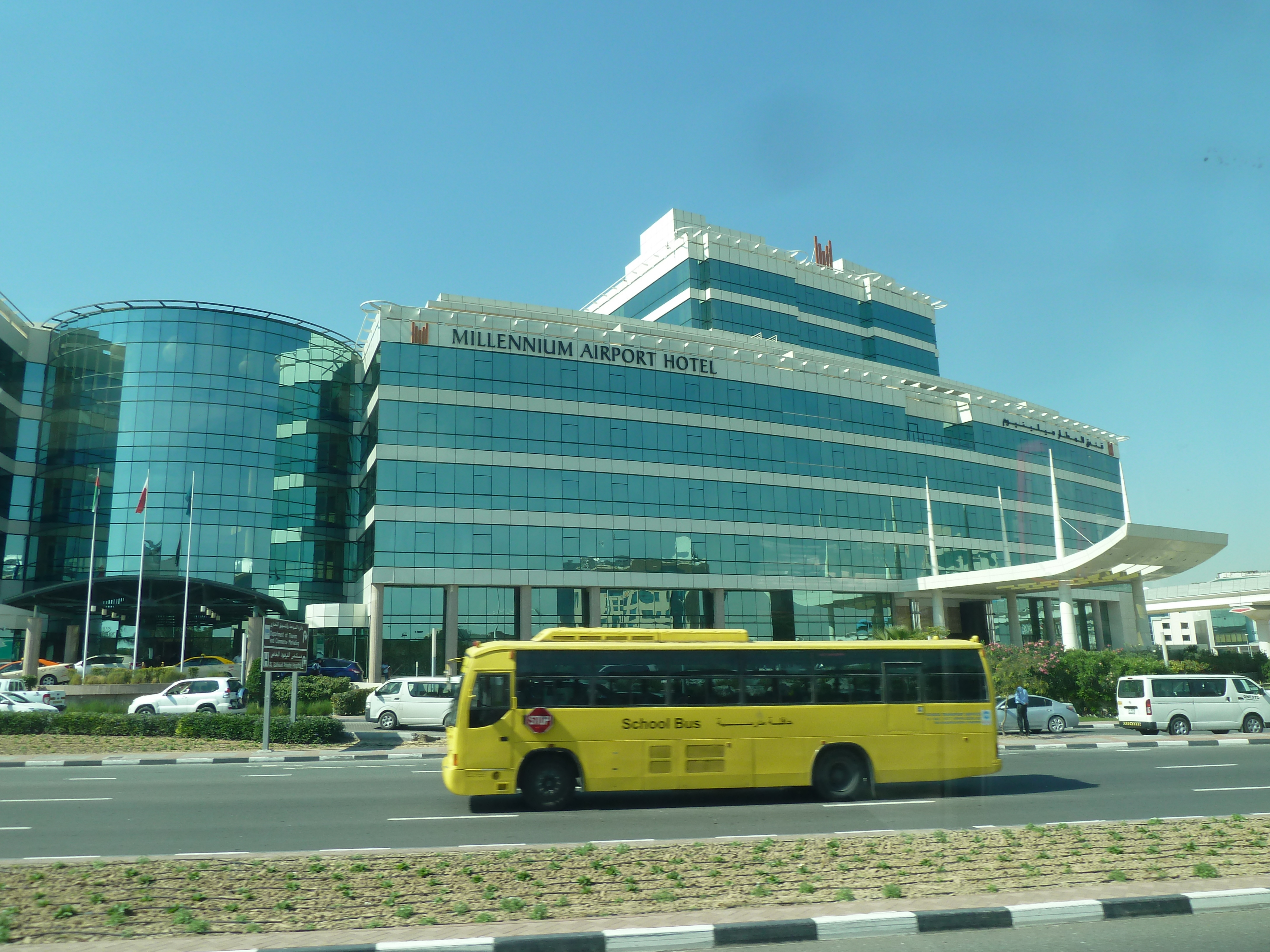
فندق ميلينيوم المطار دبي, الإمارات العربية المتحدة
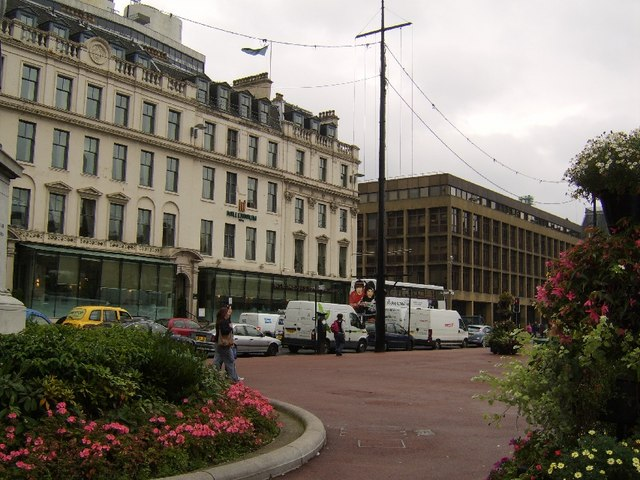
فندق ميلينيوم غلاسكو ، اسكتلندا
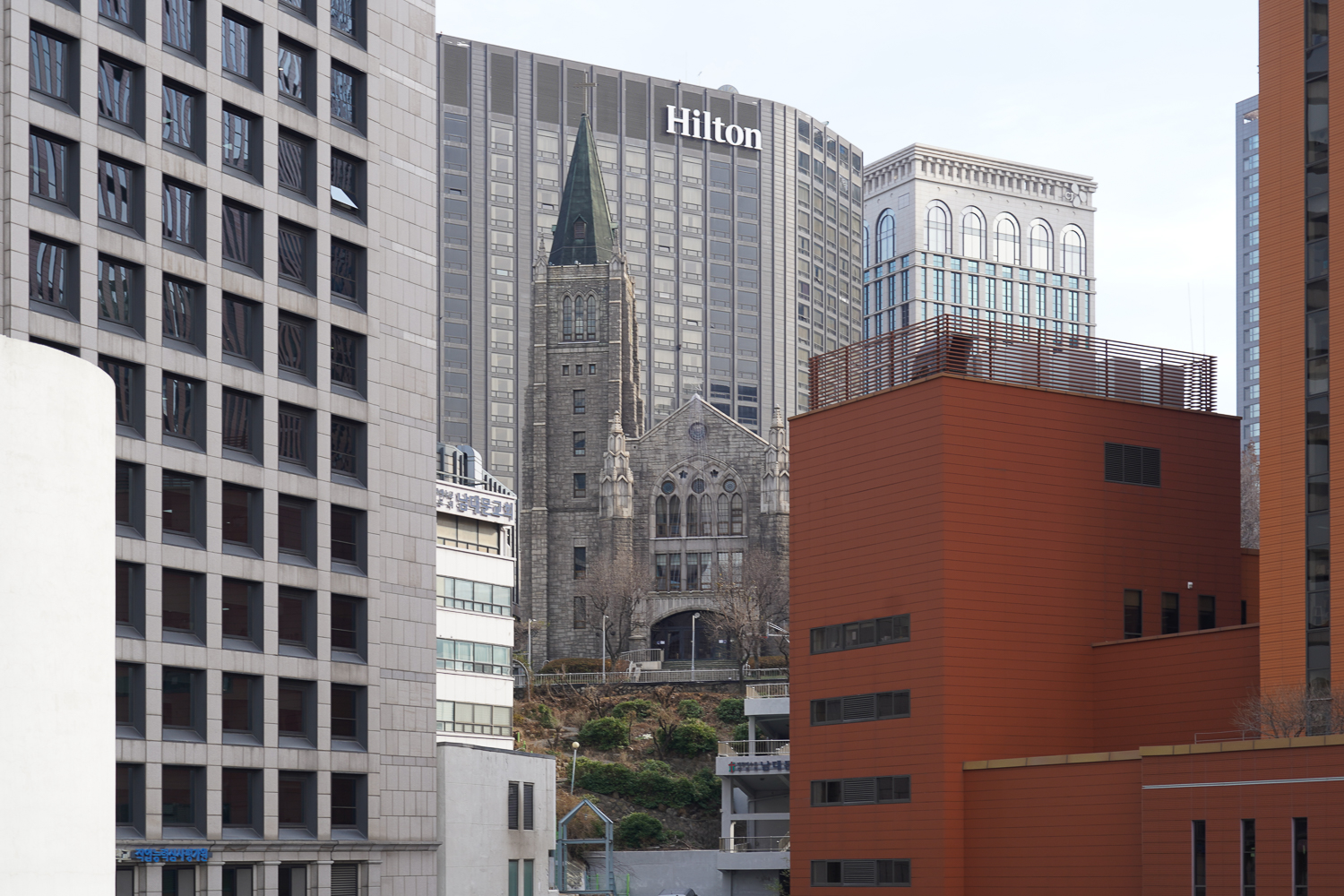
Mميلينيوم هيلتون سيول ، جمهورية كوريا
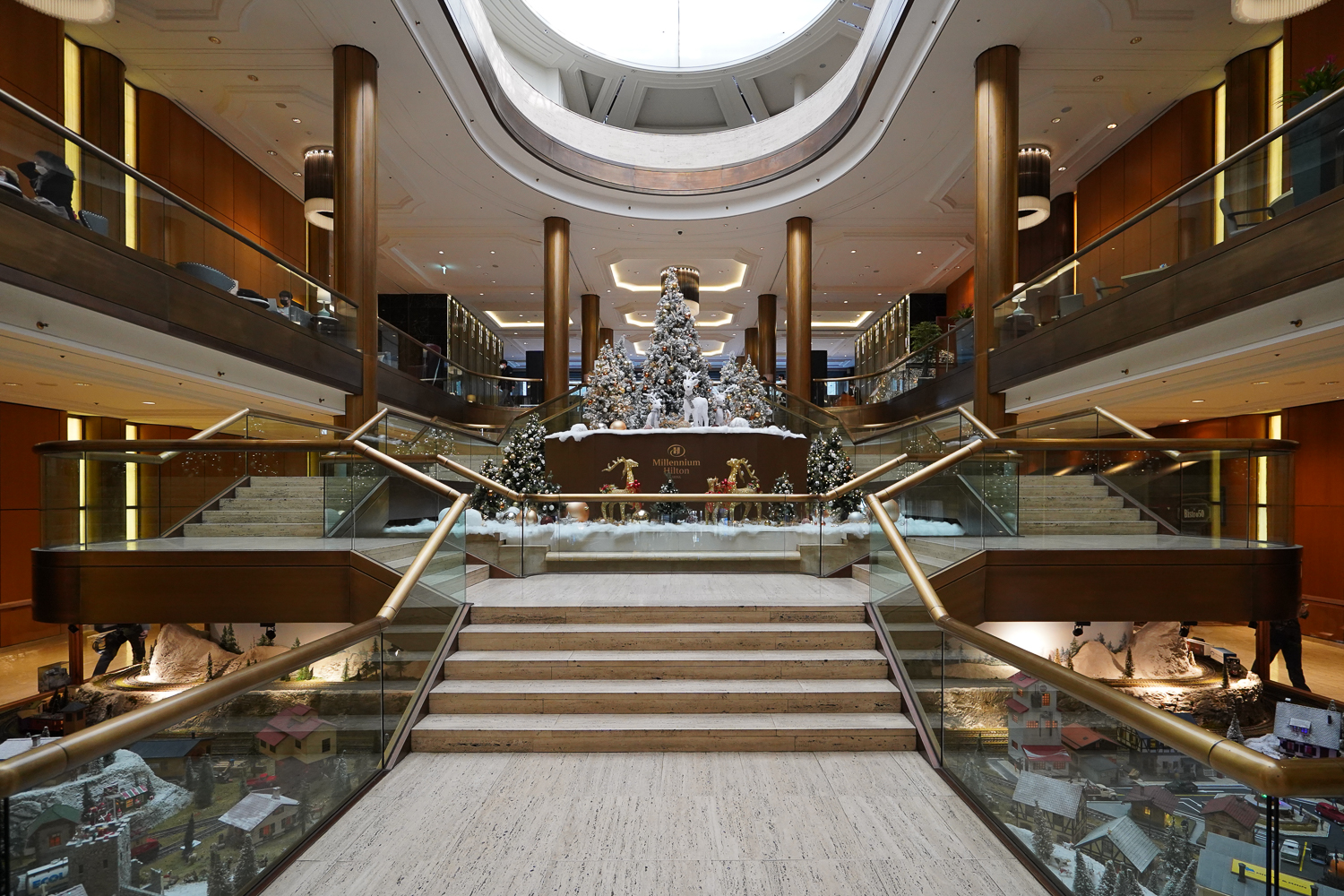
ردهة الردهة السفلية في ميلينيوم هيلتون سيول ، جمهورية كوري

## روابط خارجية
- الموقع الرسمي